# Olivia Bonamy
Olivia Bonamy (Paris, 21 de setembro de 1972), é uma atriz francesa. 

## Biografia
Olivia Bonamy nasceu em 21 de setembro de 1972, na cidade de Paris, numa família de antiquários.
Ela concluiu o ensino secundário aos 19 anos e inscreveu-se em História da Arte na universidade, tendo apenas ficado por dois meses. Rapidamente decidiu ter aulas de teatro que, também, vem a desistir ao fim de dois meses. Olivia não gosta de estudar e, por isso, lança-se na participação em castings para teatro e/ou cinema a fim de realizar o seu grande sonho: ter uma carreira de atriz.
Em 1992, aos 20 anos, ela foi notada pelo cineasta Patrice Leconte, que lhe ofereceu um papel no teatro com a peça Ornifle, onde trabalhou com Jean-Claude Dreyfus e Jean Benguigui: este é o início de uma carreira dividida entre o teatro e o cinema, assim como em telefilmes.
Em 1993, Olivia consegue o seu primeiro papel no cinema em Le Petit garçon de Pierre Granier-Deferre, seguido por um papel secundário no filme L'Échappée belle de Étienne Dhaene em 1995, ao lado de Anémone e Jean-Marc Barr.
É em 1999 que ela é descoberta pelo público em geral, através da sua interpretação como namorada de Jamel Debbouze, na comédia Le Ciel, les oiseaux et... ta mère ! de Djamel Bensalah, seguido pelo filme Une pour toutes de Claude Lelouch.
Apesar da sua notoriedade, ela interpreta principalmente em filmes de cinema independente.
Olivia Bonamy é casada com o, também, ator Romain Duris, com quem tem um filho, Luigi, nascido em 10 de fevereiro de 2009.

## Filmografia

### Cinema
- 1993: Le Petit garçon de Pierre Granier-Deferre - como Juliette
- 1995:
  - Sen de Gitme de Tunç Basaran - como Triyandfilis
  - Jefferson in Paris de James Ivory - como uma estudante
- 1995: L'Echappée belle de Étienne Dhaene - como Chloé
- 1998: Le Ciel, les oiseaux et... ta mère ! de Djamel Bensalah - como Lydie
- 1999:
  - Une pour toutes de Claude Lelouch - como Olivia Colbert
  - Voyous, voyelles de Serge Meynard - como Léa
- 2000: La Captive de Chantal Akerman - como Andrée
- 2001:
  - Sur mes lèvres de Jacques Audiard - como Annie
  - Bloody Mallory de Julien Magnat - como Mallory
- 2002: Filles perdues, cheveux gras de Claude Duty - como Élodie
- 2003: Mariage mixte de Alexandre Arcady - como Lisa Zagury
- 2006:
  - Célibataires de Jean-Michel Verner - como Nelly
  - Ils de David Moreau e Xavier Palud - como Clémentine
- 2007:
  - L'Âge d'homme... maintenant ou jamais ! de Raphaël Fejtö - como Olivia
  - Paris de Cédric Klapisch - como Diane
  - MR 73 de Olivier Marchal - como Justine Maxence
- 2008: La Guerre des miss de Patrice Leconte - como Cécile
- 2011: Une folle envie de Bernard Jeanjean - como Rose

### Curtas-metragens
- 1997: Rendez-vous de Claude Saint-Antoine
- 2000: Mortels de Samuel Jouy
- 2000: Pierre, Paul ou Jacques... de Marie-Hélène Mille e Sabine Mille
- 2001: Liens sacrés de Pascal Chaumeil
- 2001: Mais que fait la police! de Clément Delage
- 2001: Heureuse de Céline Nieszawer

### Televisão
- 1994: Des enfants dans les arbres de Pierre Boutron
- 1995: Ils n'ont pas 20 ans de Charlotte Brandstrom
- 1995: Ange Espérandieu de Alain Schwartzstein
- 1997: Les Filles du maître de chai de François Luciani
- 1998: Elle a l'âge de ma fille de Jacques Otmezguine
- 1998: Un père en plus de Didier Albert
- 1988: Le chant de l'homme mort de Jérôme Cornuau
- 1998: Une leçon d'amour de Alain Tasma
- 2000: Piège en haute sphère de Aruna Villiers
- 2005: Colomba de Laurent Jaoui
- 2006: Bataille natale de Anne Deluz

## Teatro
- 2003: Préliminaires de Daniel Cohen e Arié Almaleh, encenado por Daniel Cohen, Théâtre des Mathurins
- 2010: La Mère de Florian Zeller, encenado por Marcial Di Fonzo Bo, Théâtre de Paris